# Verbrechen von nebenan
Verbrechen von nebenan: True Crime aus der Nachbarschaft ist ein deutschsprachiger Podcast im True-Crime-Genre des Radiomoderators Philipp Fleiter. Die erste Folge wurde am 21. Januar 2019 veröffentlicht. Während die Folgen anfänglich in unregelmäßigen Abständen veröffentlicht wurden, erscheint mittlerweile jeden zweiten Sonntag eine neue Folge. Der Podcast hat rund 150 Folgen (Stand: Juni 2025).

## Geschichte

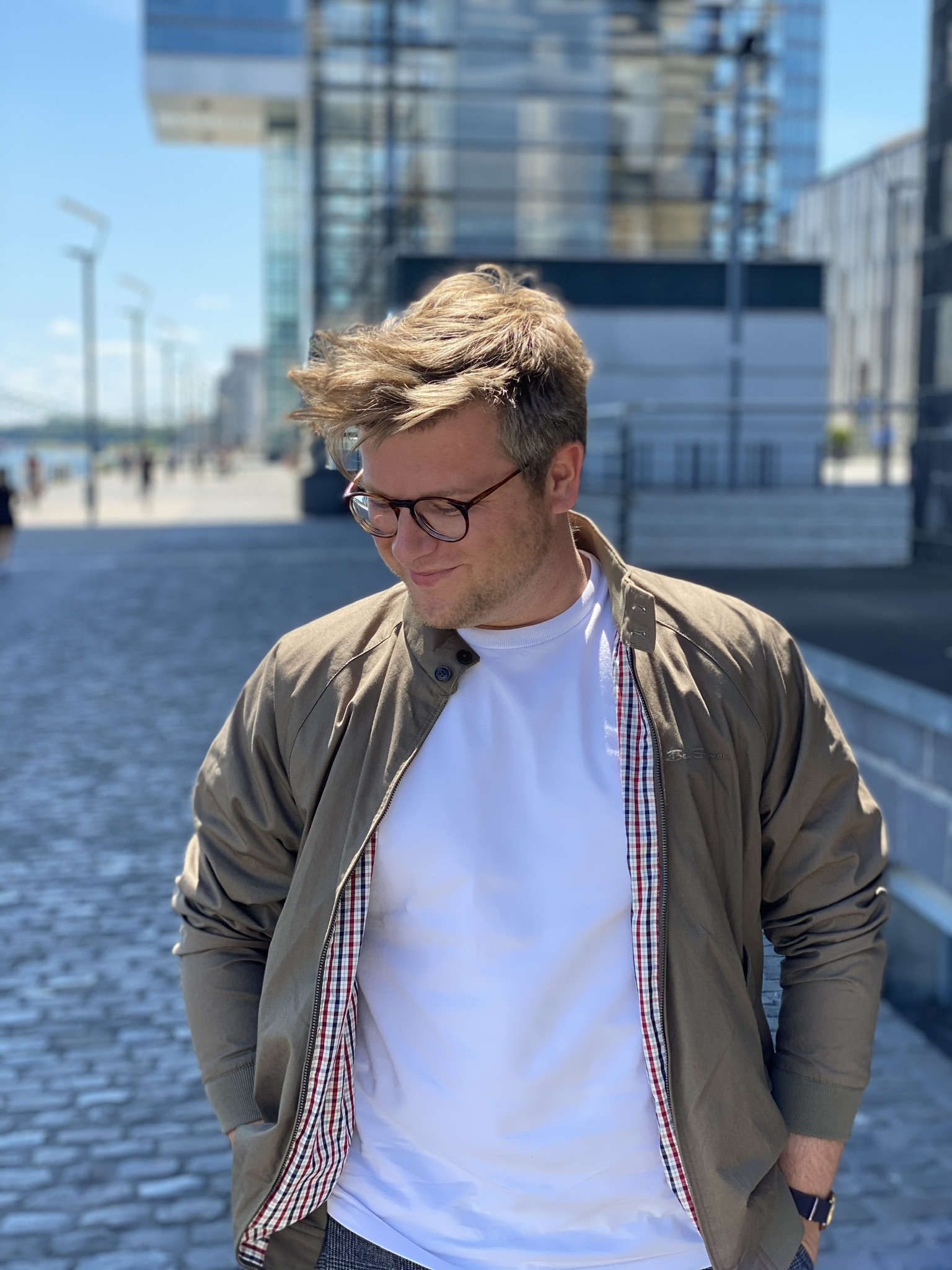
Philipp Fleiter in Köln (2020)

Philipp Fleiter, Moderator bei Radio Gütersloh, startete den Podcast nach eigenen Aussagen nur als Hobbyprojekt aus Lust an True Crime und daran, über Kriminalfälle aus seiner Heimatregion Ostwestfalen zu sprechen. Die ersten Folgen wurden in Zusammenarbeit mit der Podcastfabrik produziert, die Teil der audio media service Produktionsgesellschaft mbH & Co. KG ist, zu der auch Radio Gütersloh gehört. Er habe den Podcast anfangs nur als Hobby betrachtet und nicht damit gerechnet, dass sich Verbrechen von nebenan zu einem der erfolgreichsten deutschsprachigen Podcasts entwickeln würde. Mit zunehmendem Erfolg des Podcasts wechselte die Produktion später zu RTL+, wo „Verbrechen von nebenan“ heute erscheint und zu den erfolgreichsten deutschen True-Crime-Formaten zählt.

## Inhalt
Meist wird in den Folgen des Formats ein einzelner Kriminalfall oder Vermisstenfall vorgestellt. Während Fleiter zu Anfang noch einige Folgen alleine moderierte, hat er inzwischen nahezu immer einen Gast, mit dem er über die Fälle spricht. Es werden sowohl ungeklärte als auch aufgeklärte Kriminalfälle behandelt. Meist stellt Fleiter die Einzelheiten der von ihm recherchierten Fälle vor. Dabei beleuchtet er die Tatumstände, die Tatplanungen, die Biografien der Täter und die der Opfer und berichtet von den polizeilichen Ermittlungen nach der Tat. Bei aufgeklärten Fällen berichtet Fleiter zudem noch über den Verlauf des Gerichtsprozesses und die Verurteilung des Täters. Währenddessen und danach tauscht er sich mit seinem Gast über die Fälle aus und kommentiert sie. Bekannte, in dem Podcast behandelte Kriminalfälle sind zum Beispiel der Fall Weimar, der Fall des Hammermörders Norbert Poehlke, der Fall Frauke Liebs, die Mordserie des Werner Pinzner, die Oetker-Entführung oder das Oktoberfestattentat.
Einige Folgen beziehen sich zudem nicht auf ein bestimmtes Verbrechen, sondern behandeln allgemeine Themen wie osteuropäische Einbrecherbanden. Sie sind dazu da, um die Zuhörerschaft des Podcasts darüber zu informieren, wie man sich präventiv davor schützen kann, selbst Opfer eines Verbrechens zu werden. In den Sommermonaten legt der Podcast zudem eine Pause ein, während der keine neuen regulären Folgen erscheinen. In dieser Zeit werden meist vorproduzierte Sonderfolgen zu unterschiedlichen Themen veröffentlicht, damit die Zuhörerschaft nicht die gesamte Sommerpause ohne neue Folgen auskommen muss.
In der ersten Zeit konzentrierte sich Fleiter in seinem Podcast vor allem auf Fälle aus seiner Heimat Ostwestfalen. Als er fast alle Fälle aus der Region  behandelt hatte, befasste er sich in den Folgen dann auch mit Fällen aus ganz Deutschland. Seit 2023 existiert zudem das bei RTL+ erscheinende Format Nebenan weltweit, in dem internationale Kriminalfälle thematisiert werden.
Die Gäste in Fleiters Folgen sind zum Teil Freunde und Arbeitskollegen von ihm, mit der Zeit hatte aber auch Experten und prominente Gäste zu Gast, wie etwa die Kriminalpsychologin Lydia Benecke, den Profiler Axel Petermann, den Psychologen und Wer-wird-Millionär?-Gewinner Leon Windscheid, den Entertainer Bastian Bielendorfer, den SPD-Politiker Kevin Kühnert oder den Rechtsanwalt Alexander Stevens.

## Episodenliste
→ Hauptartikel: Verbrechen von nebenan/Episodenliste

## Sonstiges
- Laut einer Aufstellung von Apple befand sich Verbrechen von nebenan 2023 auf Platz 6 der beliebtesten Podcasts Deutschlands[11], 2024 belegte der Podcast Platz 8[12].
- 2021 und 2022 ging Fleiter zum ersten Mal mit Verbrechen von nebenan auf Live-Tour. Nach kurzer Zeit waren fast sämtliche Termine ausverkauft. Er absolvierte rund 50 Auftritte in Deutschland, Österreich und der Schweiz.[13] 2024 und 2025 fand eine zweite Live-Tour mit Auftritten in verschiedenen Städten statt.[14]

- 2021 wurde das erste Buch zum Podcast, ebenfalls mit dem Titel Verbrechen von nebenan, im Goldmann Verlag veröffentlicht, das auf Platz 4 der Spiegel-Bestsellerliste einstieg.[15] 2023 folgte das Rätselbuch Jack the Ripper – ein Fall für Verbrechen von nebenan, ebenfalls bei Goldmann, das es den Lesern ermöglicht, in die Rolle eines Ermittlers im Fall Jack the Ripper zu schlüpfen.
- 2025 erschien ein interaktives Krimispiel zum Podcast für 1 bis 5 Spieler im Verlag Edition Michael Fischer.

## Trivia
- Die 45. Folge des Podcasts, in der es um den Fall der von einem Schüler getöteten Lehrerin Heike Block aus Bremen ging, wurde von sämtlichen Plattformen gelöscht.

## Veröffentlichungen
- Philipp Fleiter: Verbrechen von nebenan, Goldmann Verlag, 2021, ISBN 978-3-442-14275-0.
- Philipp Fleiter: Jack the Ripper – Ein Fall für Verbrechen von nebenan, Goldmann Verlag, 2023, ISBN 978-3-442-14280-4.
- Philipp Fleiter, Kaddy Arendt u. a.: Verbrechen von nebenan: Das Krimispiel zum Nr. 1-Podcast, Edition Michael Fischer, 2025, EAN 4260478343399.